# シマノ・NEXUS
NEXUS（ネクサス）は、自転車部品メーカーシマノが製造している一般自転車用パーツである。
ブリヂストンやパナソニックなどの大手自転車メーカー製のものから、ノーブランドの比較的安価なものまで搭載車が増えている。

## ラインナップ
- 搭載車が増え始めているオートライト用ハブダイナモ「インターL」
- 内装変速機の中ではダントツの搭載率を誇るインター3
- やや高級な通学車などに搭載されていた内装変速機インター4
- 内装変速機インター5
- 内装変速機インター7
- 内装変速機インター8
- バンドブレーキなどと違って音鳴りがほとんどしない「インターM」（通称ローラーブレーキ）
- 変速機「インター3」と一緒に装着すると自動で変速するオートD
- ハンドルをロックし、不必要な回転を抑えるくるピタ

などがある。